# Kensington Market (London)

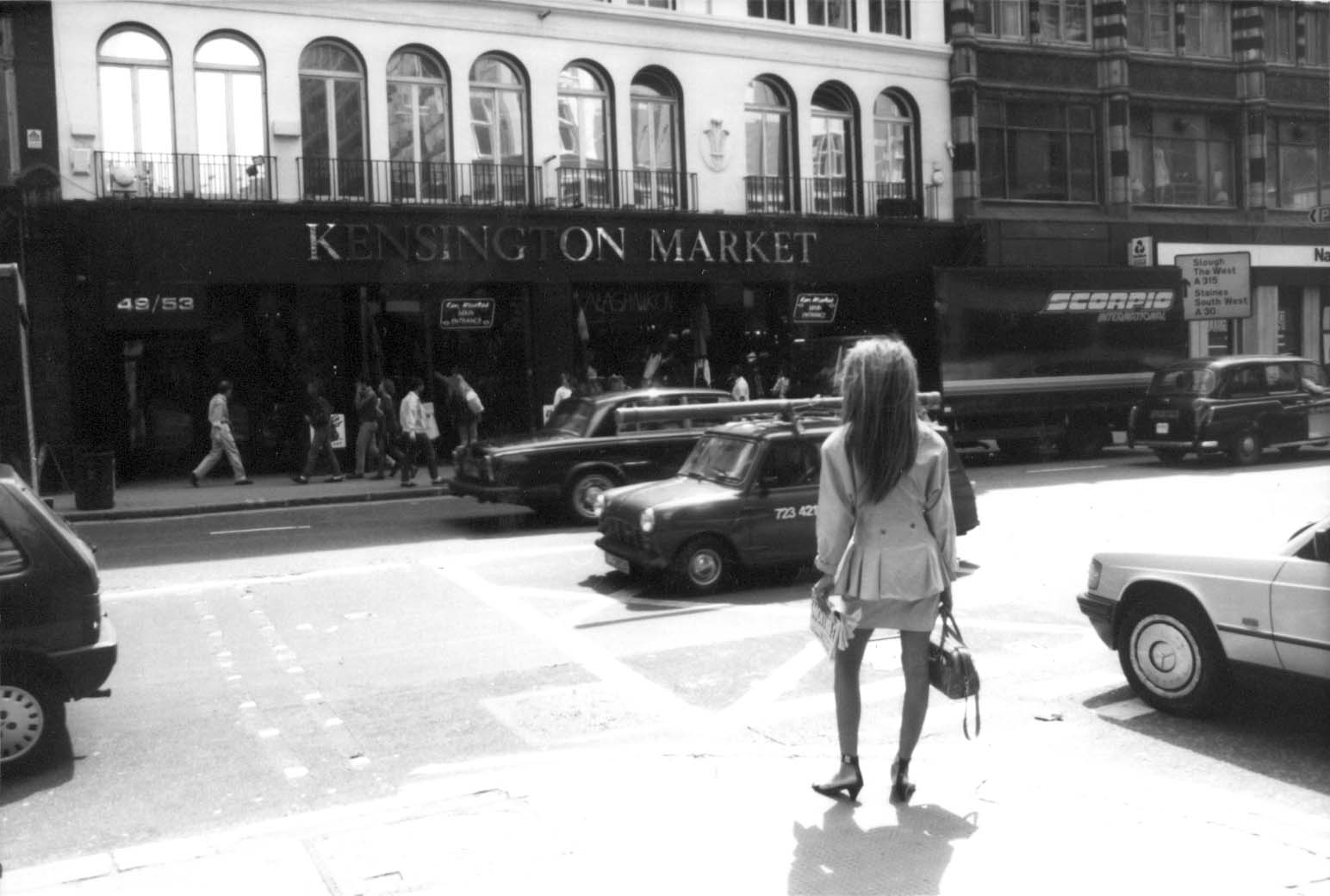
Kensington Market in den 1980er Jahren

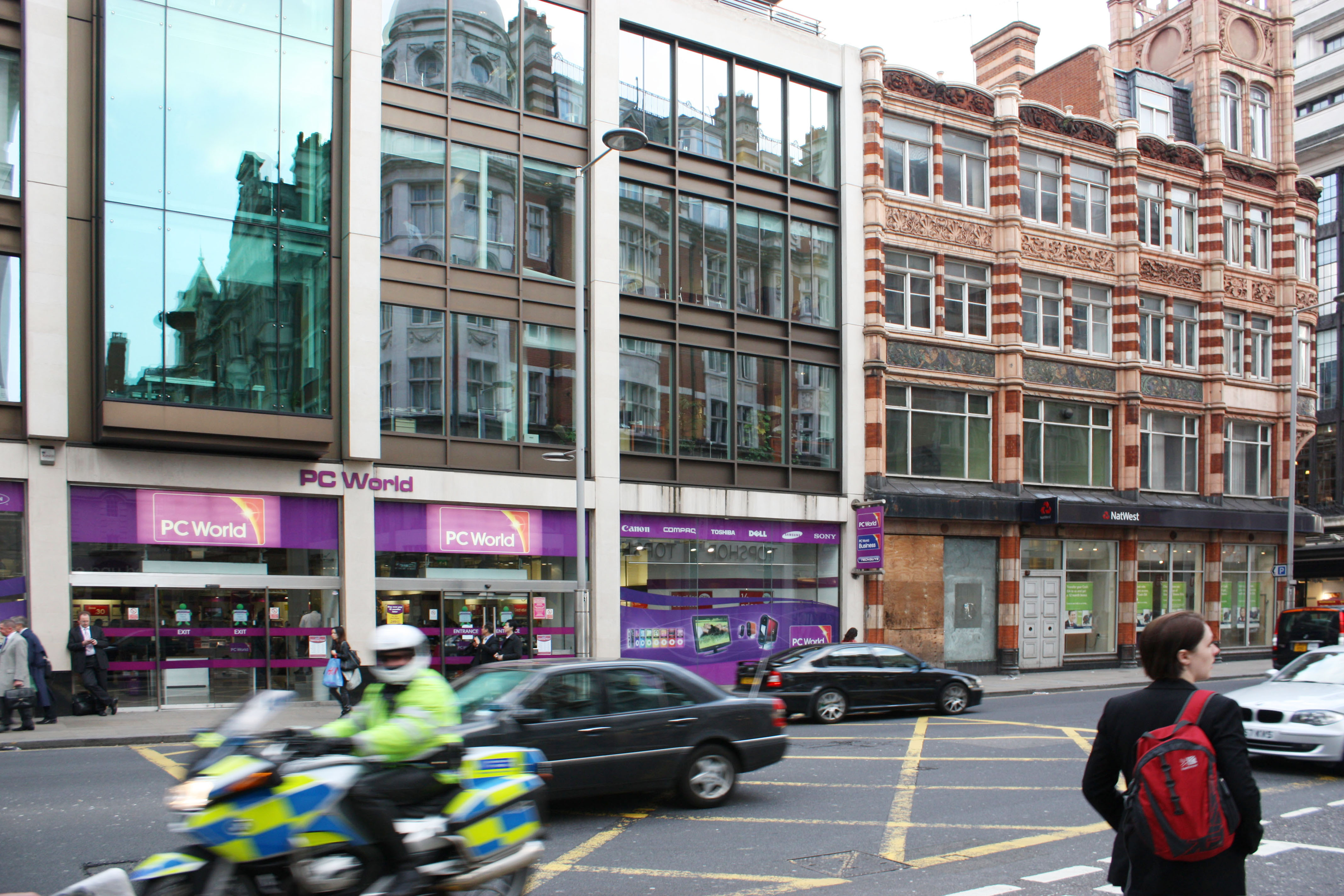
Kensington High Street 2010

Kensington Market war eine dreistöckige Markthalle in 49, Kensington High Street, in Kensington, London, England.
In den 1960er- und 1970er-Jahren wurde das Gebäude (umgangssprachlich Kenny Market oder Ken Market) zu einem Anziehungspunkt für Alternativkulturen, besonders für Hippies und die Bohème. Von den 1980er Jahren bis ans Ende der 1990er gab es dort Läden für gebrauchte und neue Kleidung, Plattenläden, Billard- und Spielzimmer, Galerien, Cafés, Friseure und Tätowierer für eine Klientel aus Punks, Metalheads, Ravern, Goths und Anhängern des New Romantic, Trance und Acid House sowie Anhängern weiterer Subkulturen von moderner Musik, Mode, Frisurstilen, Körperkunst, Rock-’n’-Roll-Bekleidung, Fetischismus und Accessoires jeglicher Art.
Von 1971 bis 1975 betrieben Freddie Mercury und Roger Taylor (von der Rockband Queen) eine Mode-Boutique im Kensington Market.
Anfang 2000 wurde Kensington Market geschlossen, das Gebäude stand leer, verfiel und wurde 2001 abgerissen. Von Mai 2003 bis März 2005 wurde dort ein neues Geschäftsgebäude errichtet.